# Izumo Iwai

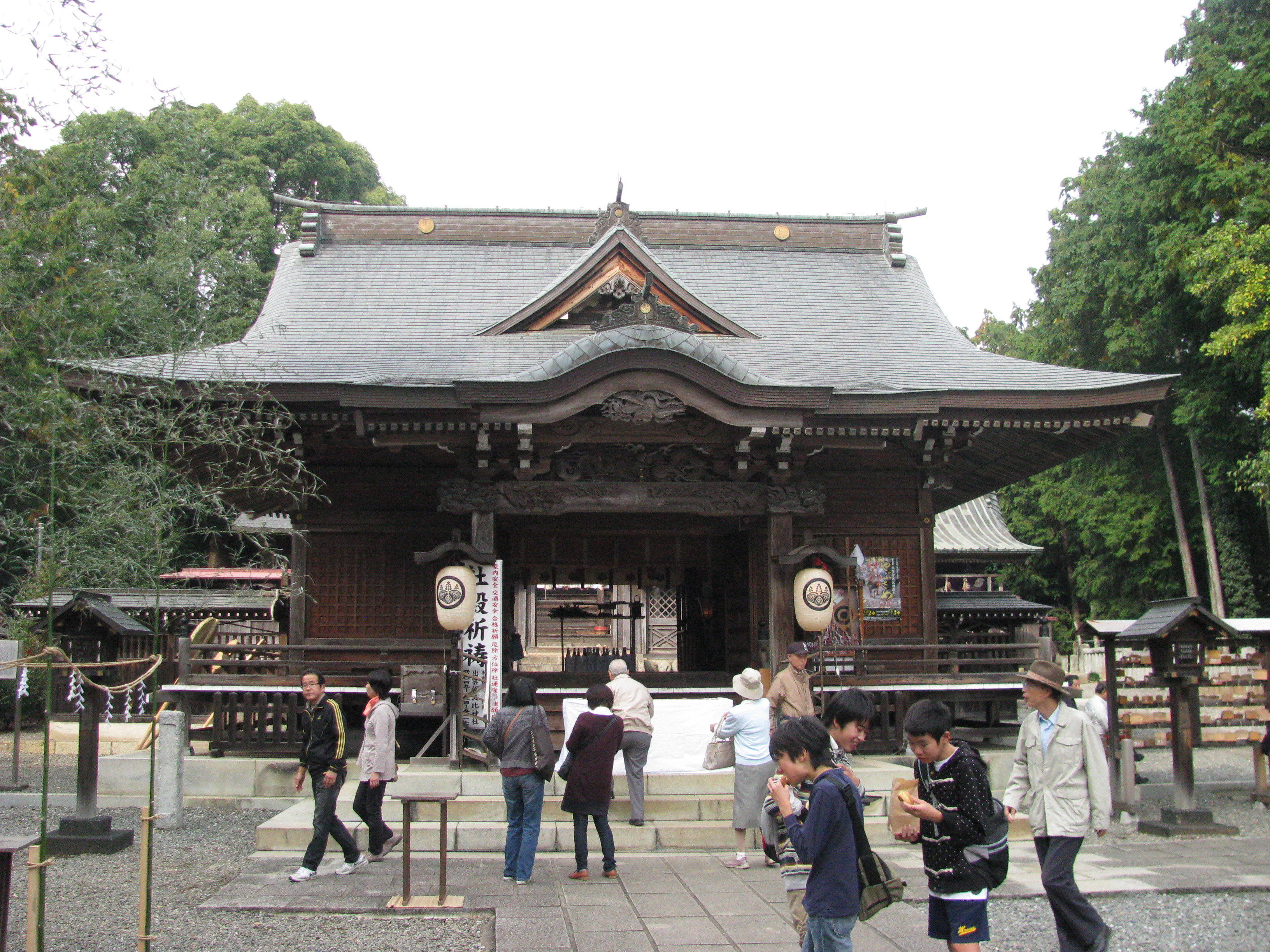
Sanctuarul Izumo Iwai

Izumo Iwai (出雲伊波比神社 izumo-iwai-jinja?) este un sanctuar șintoist (jinja) din orașul Moroyama în prefectura Saitama, Japonia.

## Istoric
Prima menționare a sanctuarului în documentele oficiale ale curții împărătești se datează cu al treilea an al erei Hōki (anul 772 d.H.).

## Atracții turistice
De două ori pe an, într-a treia duminică a lunii martie și la 3 noiembrie, la sanctuarul Izumo Iwai se petrecere yabusame, o competiție tradițională a arcașilor călare.

## Fotogalerie

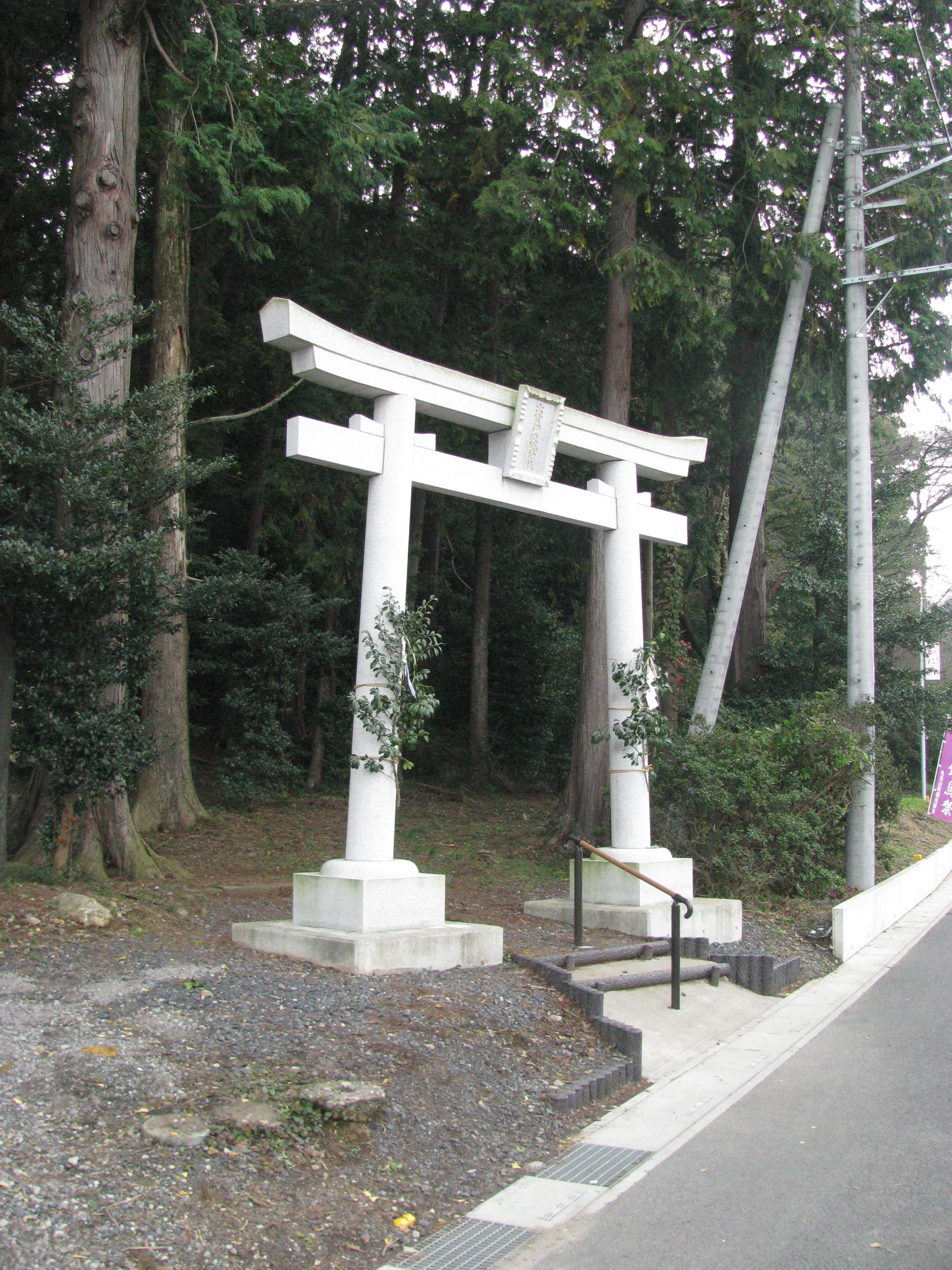
Torii, porţile sanctuarului
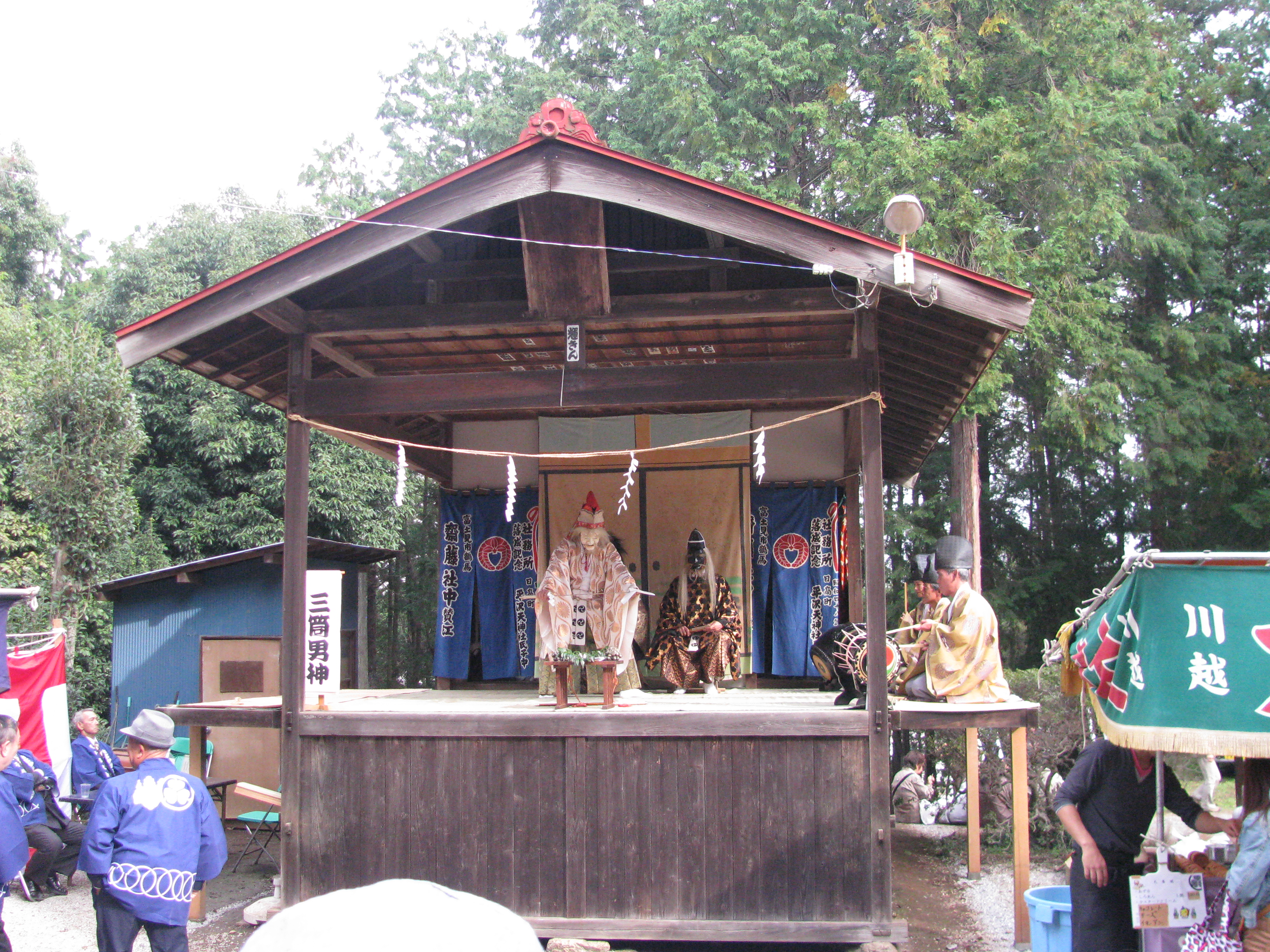
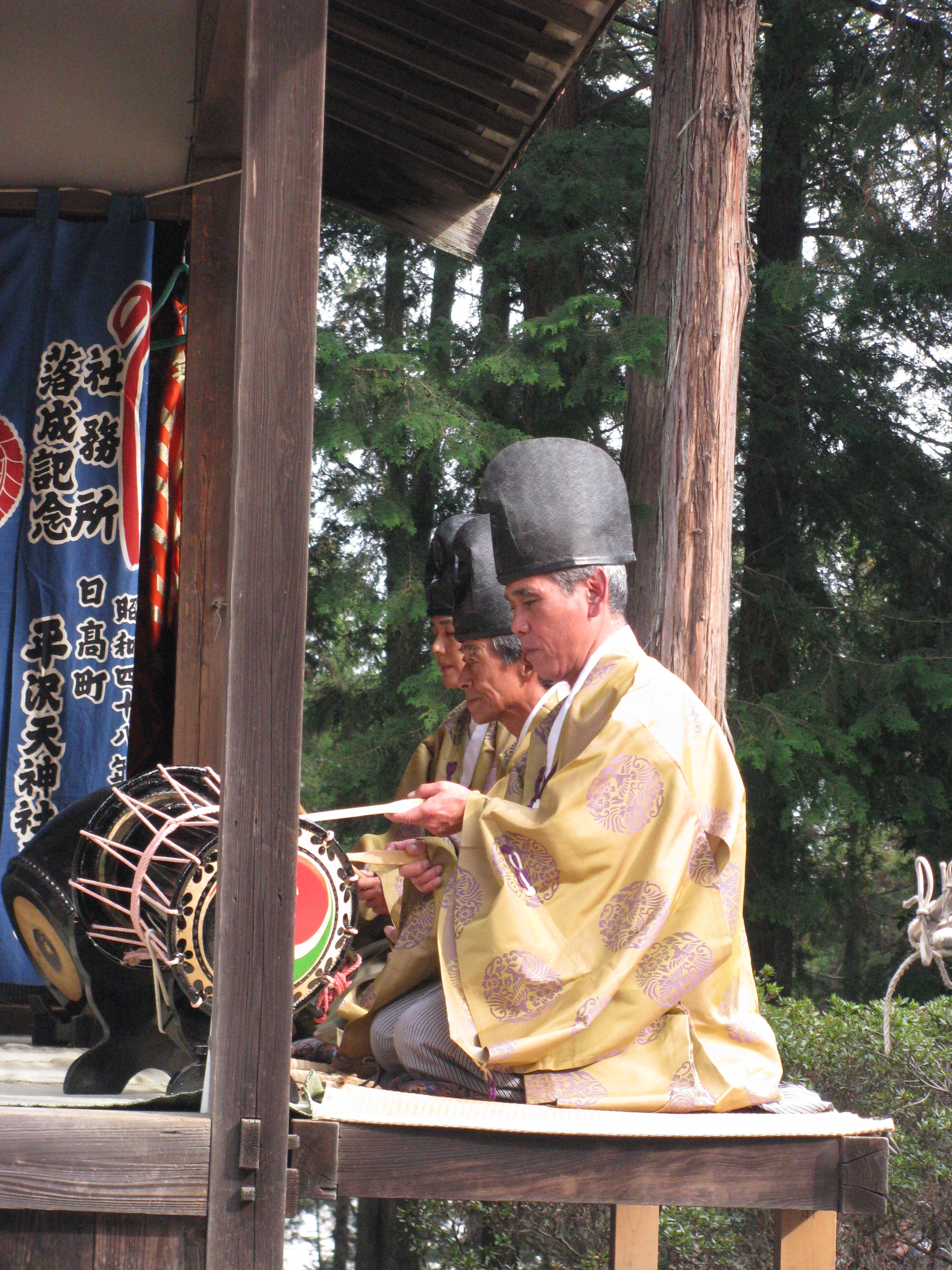
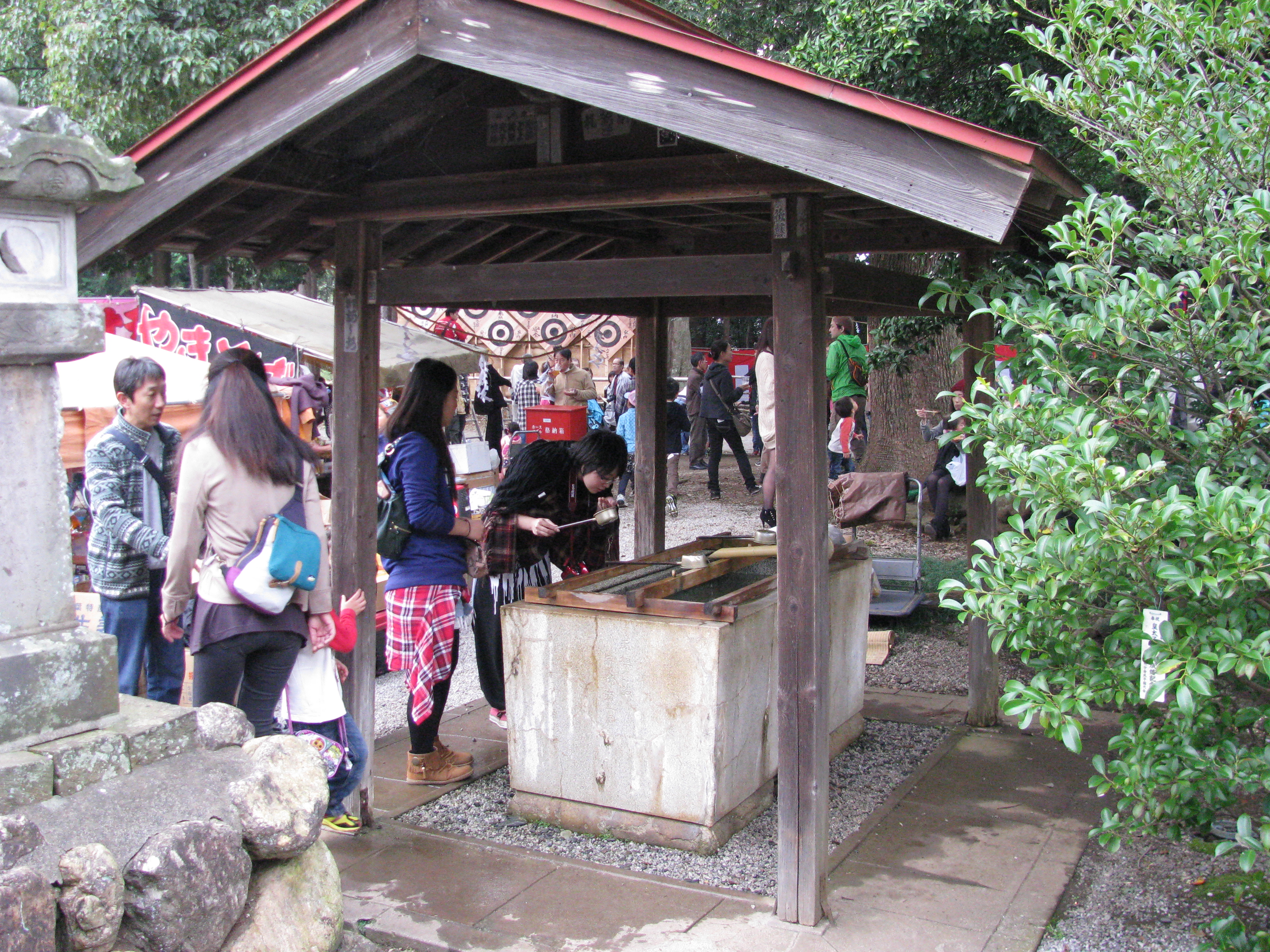
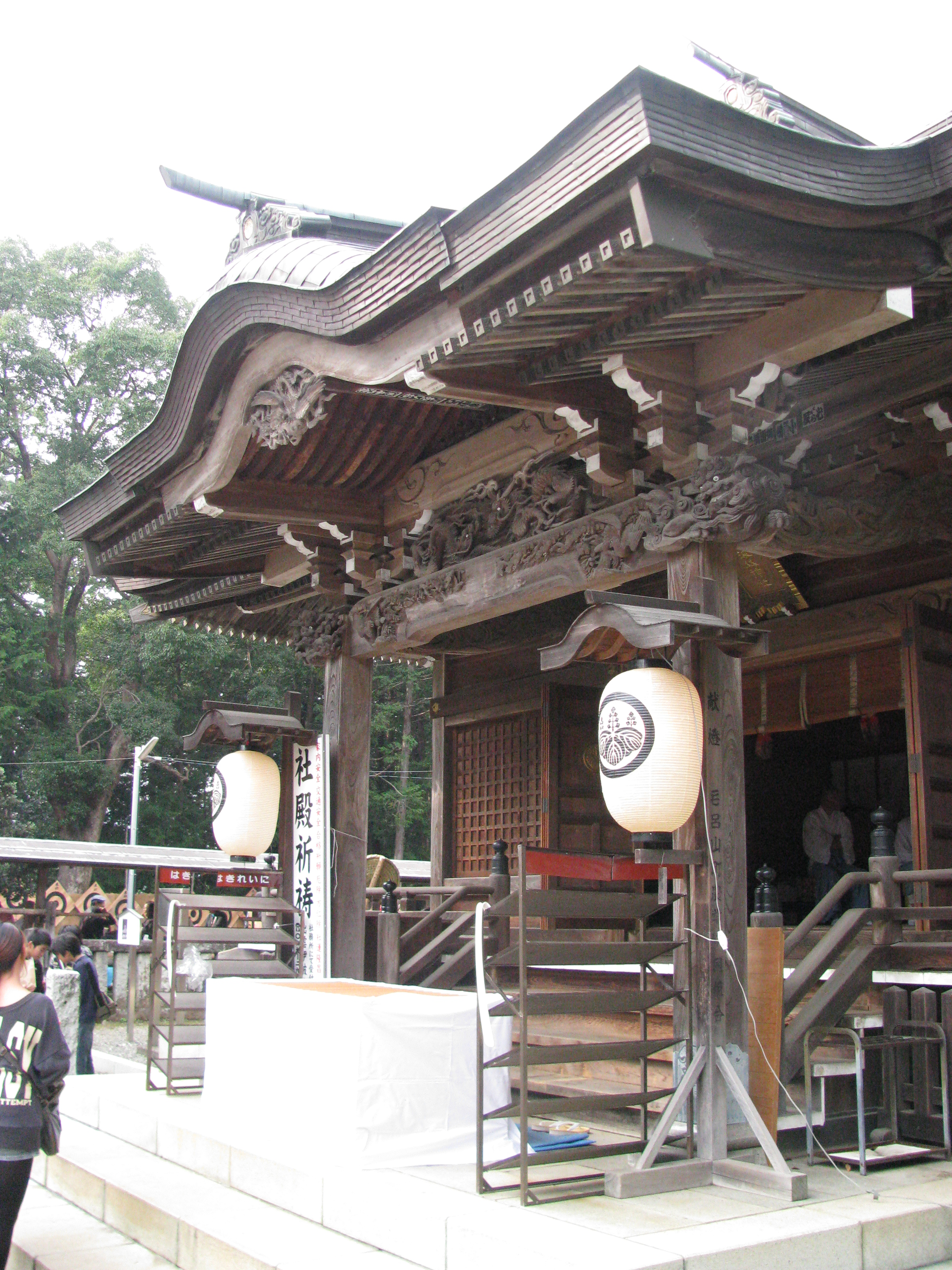
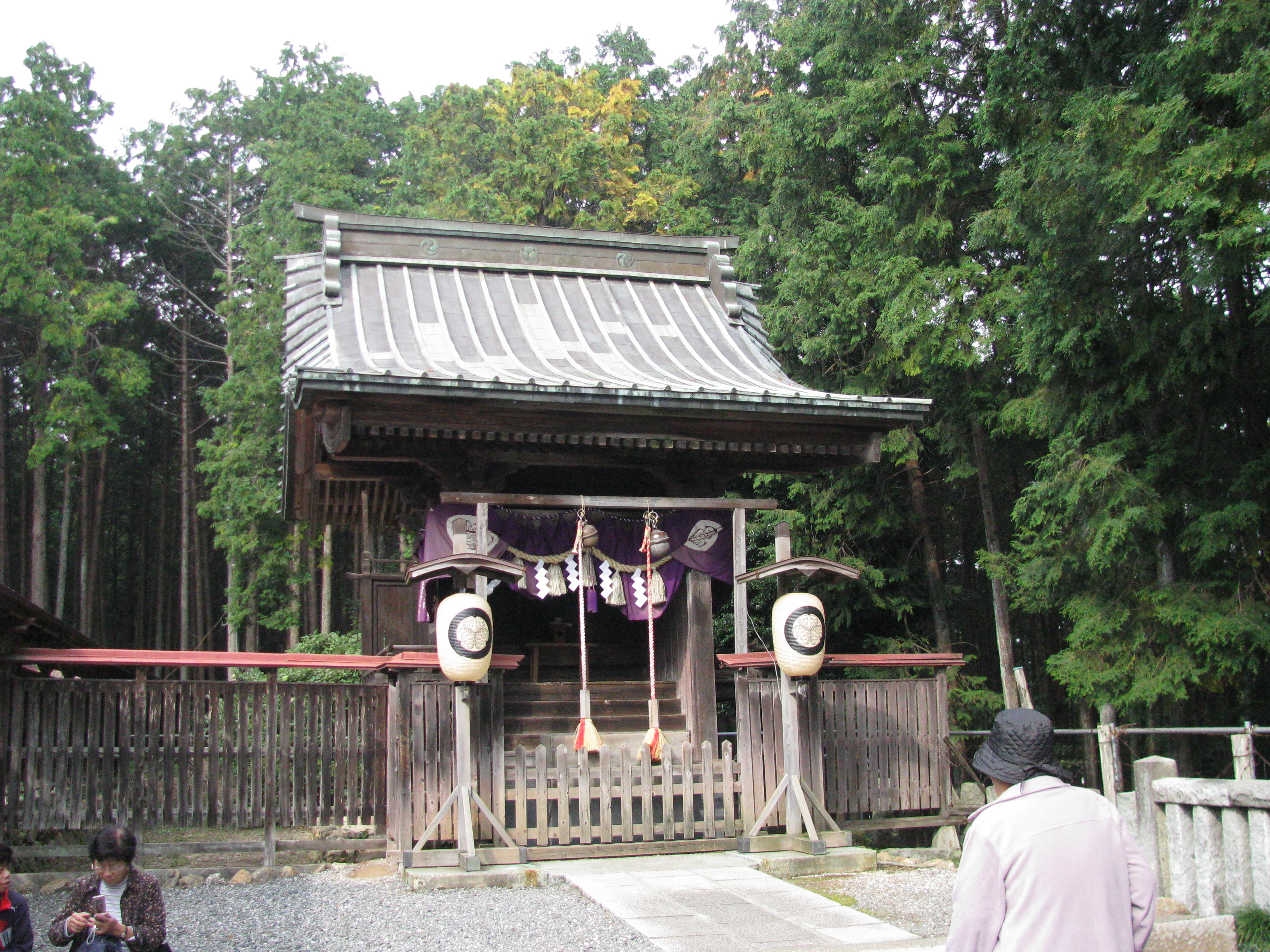
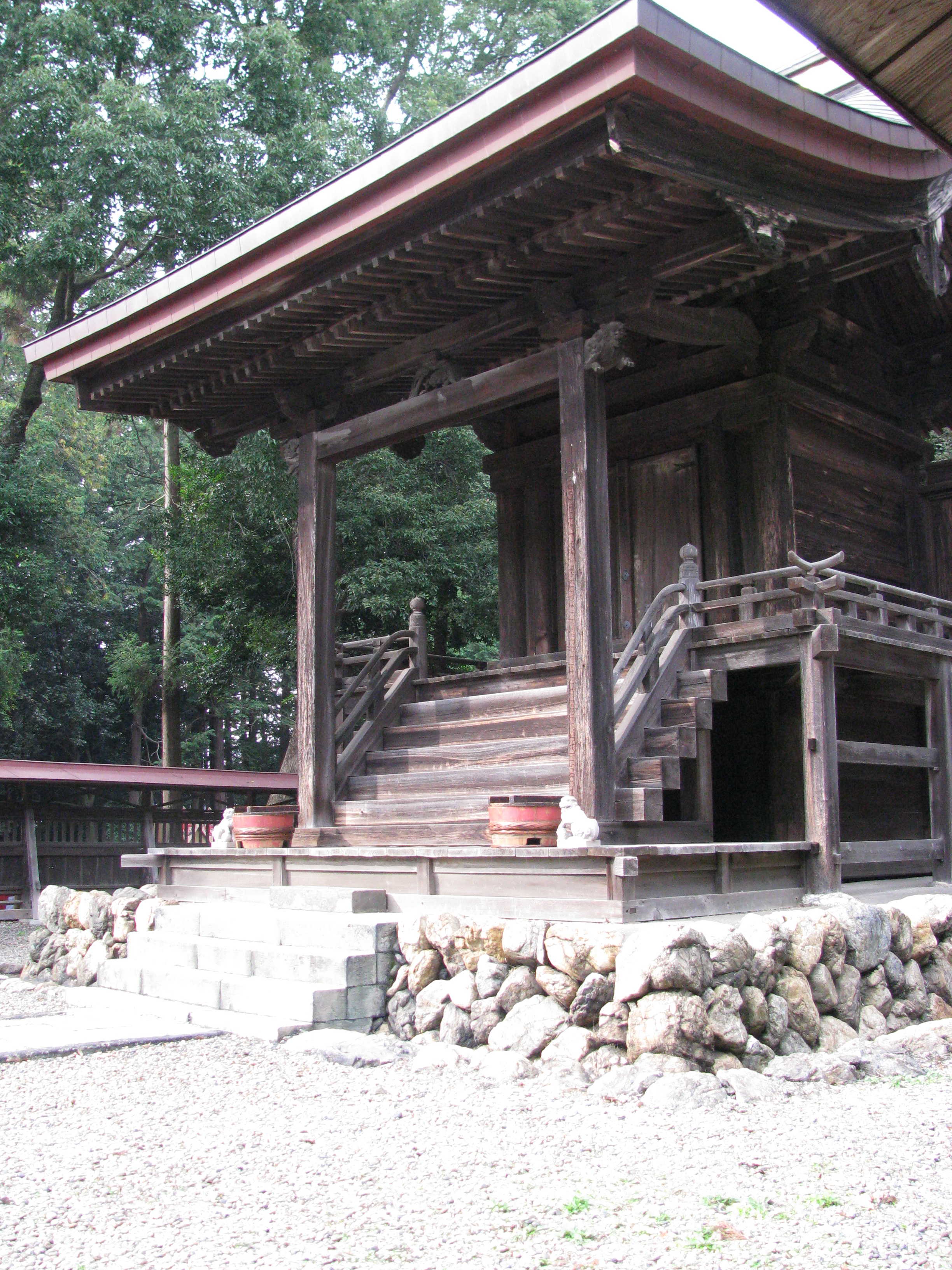